# Jackie Robinson Day
Le Jackie Robinson Day est une commémoration annuelle instituée par la Ligue majeure de baseball honorant la mémoire de Jackie Robinson. Initiée le 15 avril 2004, cette journée d'hommage se tient chaque année à la même date en référence au 15 avril 1947, marquant les débuts de Jackie Robinson en Ligue majeure. Il devient alors le premier joueur noir à évoluer à ce niveau, brisant ainsi les usages ségrégationnistes qui avaient cours dans le baseball durant les six décennies précédentes.
Un gala se déroule sur différents terrains, mais toutes les rencontres de Ligue majeure se tenant le 15 avril sont en fait concernées. Depuis 2009, le port du numéro 42 est obligatoire pour tous les joueurs, managers, instructeurs et arbitres. Ce numéro qu'arbore Robinson durant sa carrière chez les Dodgers de Brooklyn, est retiré par la MLB de l'ensemble des franchises de la Ligue en 1997. Seuls les joueurs portant déjà ce numéro au moment de la décision de la MLB sont autorisés à le conserver jusqu'à la fin de leur carrière. Le dernier à porter ce numéro 42 fut le stoppeur des Yankees de New York, Mariano Rivera, jusqu'en   2013.

## Histoire

### 2004
Le coup d'envoi de cette première édition du Jackie Robinson Day est donné par Sharon Robinson, fille de Jackie, qui sonne la cloche de l'ouverture des marchés du New York Stock Exchange. 
Si cette première édition donne lieu à des hommages lors de 13 des 15 matchs de saison régulière prévu ce 15 avril 2004, le principal gala se déroule au Shea Stadium de New York, là même où avait eu lieu la cérémonie de retrait du numéro à l'ensemble des franchises de la MLB en 1997. Rachel Robinson, femme de Jackie, assiste à la commémoration du Shea Stadium et fait un discours dans la droite ligne de la pensée de son mari : poursuivre, avec le même détermination qu'avait Jackie, la lutte contre toutes les formes de discrimination.

### 2005
La seconde édition du Jackie Robinson confirme le caractère annuel de cet hommage. L'ensemble des 15 rencontres au programme en MLB est désormais concerné. Avant les matches, un documentaire d'hommage à la carrière de Jackie est diffusé sur les écrans géants des stades. Des discours sont prononcés dans quelques enceintes.

### 2006
Rachel Robinson participe à l'hommage rendu au Shea Stadium. 

### 2007
Le 15 avril 2007 marque le 60e anniversaire des débuts de Jackie Robinson en Ligue majeure. À cette occasion, la MLB autorise les joueurs qui le désirent de porter exceptionnellement le numéro 42 en match ce jour-là. Ken Griffey Jr. est à l'initiative de cet hommage. Il soumet sa demande Bud Selig qui l'autorise. Malgré des polémiques, plus de 150 joueurs arborent le numéro 42 ce 15 avril 2007. Certaines formations désignent en effet un seul joueur pour arborer ce numéro, tandis que d'autres formations laissent les joueurs libres de leur choix.

### 2008
Plus de 300 joueurs choisissent de porter le numéro 42 en ce 15 avril 2008. Certains managers et instructeurs sont également concernés. Sur les trente formations de la Ligue, neuf présentent des formations entièrement dotées du numéro 42.

### 2009

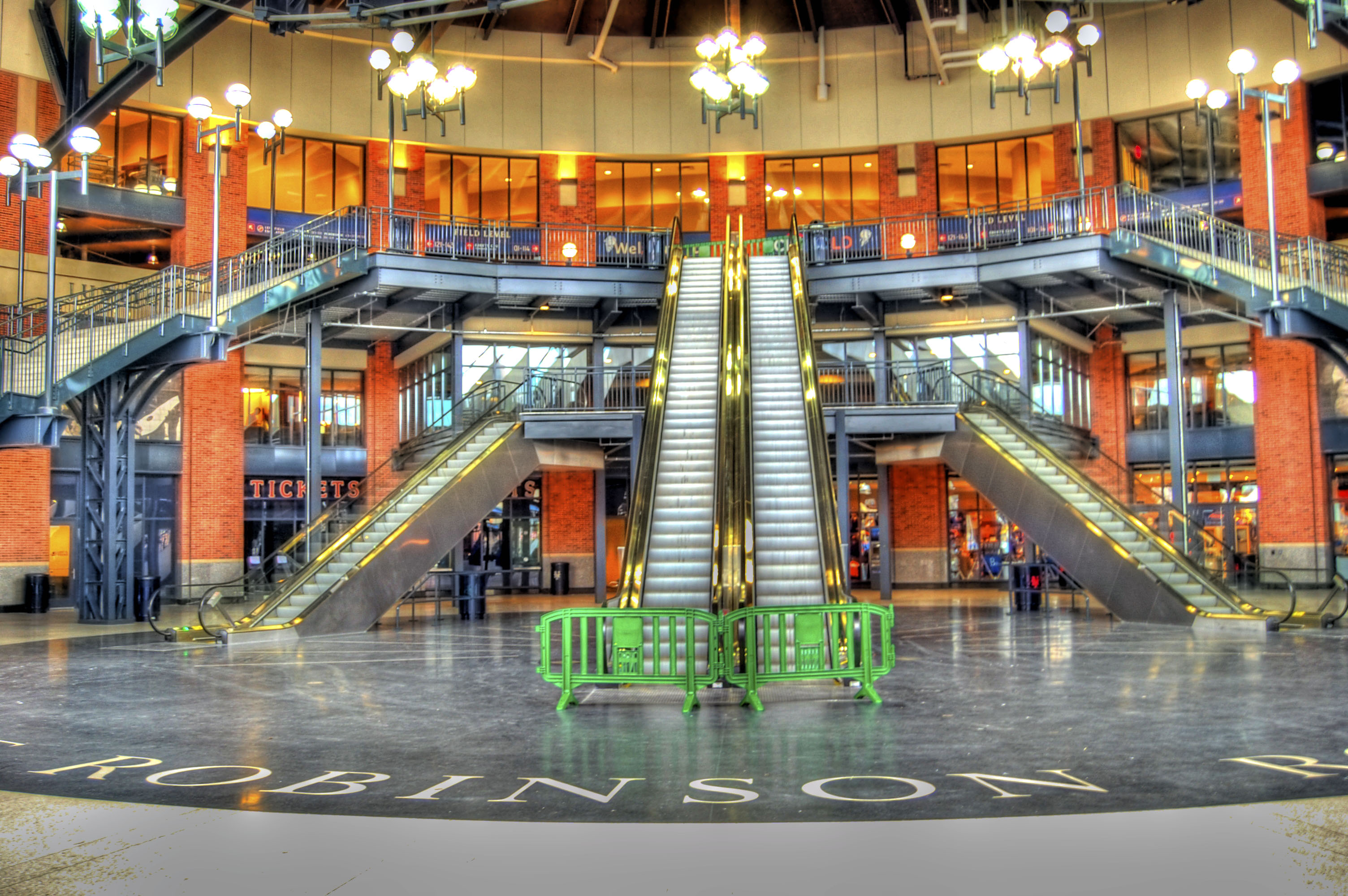
Rotonde Jackie Robinson

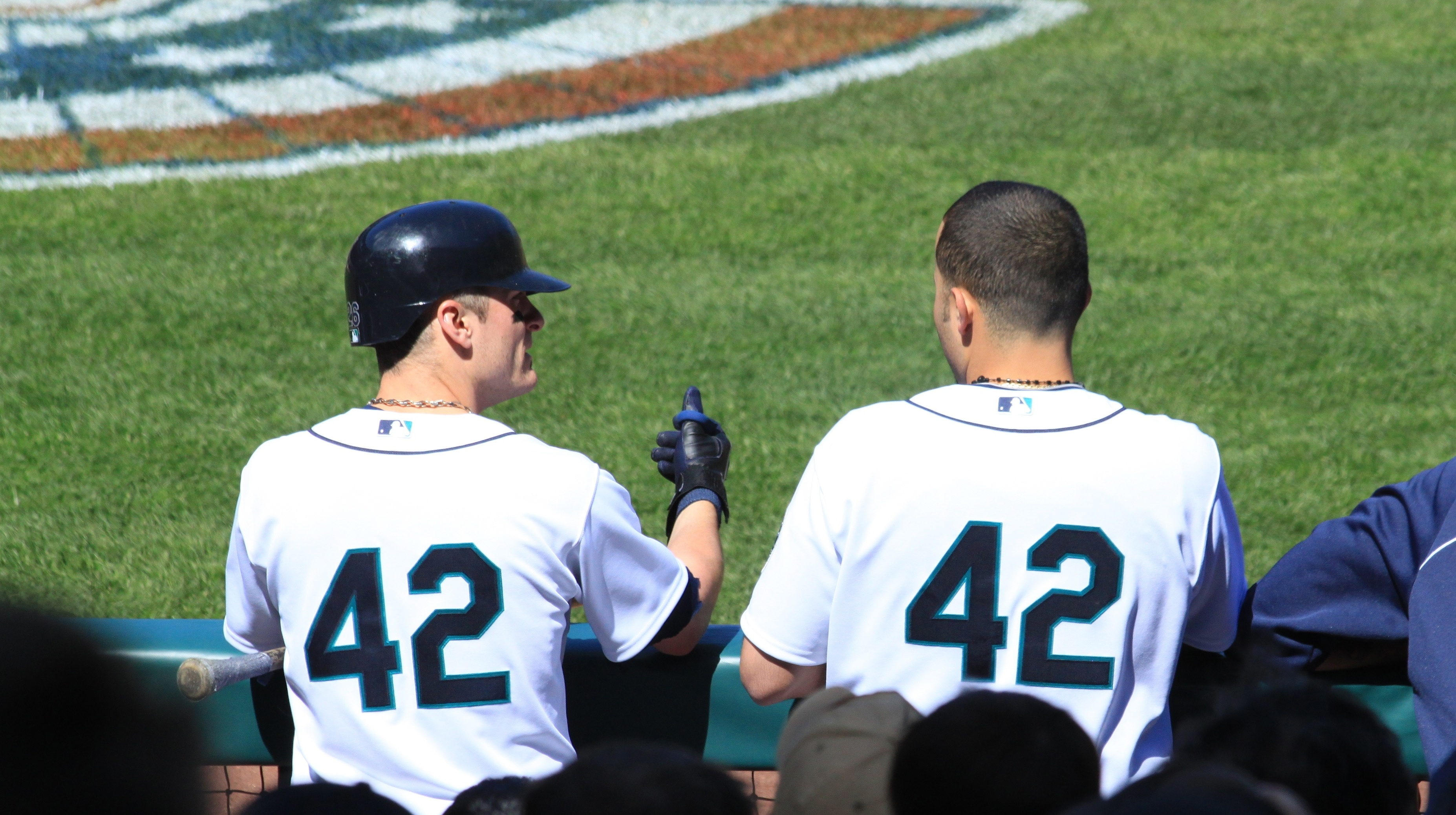
Brendan Ryan et Jesús Montero portant le numéro 42 lors du Jackie Robinson Day en 2012

L'inauguration de la Rotonde Jackie Robinson du Citi Field, nouveau stade des Mets de New York, marque cette édition. Le port du numéro 42 devient de plus obligatoire pour les joueurs, managers, instructeurs et arbitres. La rencontre entre Philadelphie et Washington est reportée au 16 mai en raison de la pluie. À l'occasion de cette partie reprogrammée, les joueurs et l'encadrement des deux clubs arborent le numéro 42 de Robinson.

### 2010
L'obligation du port du numéro 42 lors de cette journée de célébration est obligatoire pour la seconde année consécutive. Les six formations de Ligue majeure ne jouant pas ce jour-là devront porter les maillots floqués du numéro 42 un autre jour. Les festivités principales se tiennent au Yankee Stadium de New York.

### 2011
L'obligation du port du numéro 42 lors de cette journée de célébration est obligatoire pour la troisième année consécutive. La cérémonie principale se tient au Yankee Stadium de New York en présence de Sharon, la fille de Jackie, et de Rachel, son épouse. Des cérémonies ont également lieu sur les autres stades. Les équipes ne jouant pas à domicile en ce 15 avril tiendront de semblables cérémonies en l'honneur de Jackie dans leur stade dans la deuxième quinzaine du mois.